# Parrish Art Museum
Le Parrish Art Museum est un musée d'art conçu par Herzog & de Meuron Architects et situé à Water Mill, New York, où il a déménagé en 2012 du village de Southampton. Le musée se concentre largement sur le travail d'artistes des South et North Shore (en) de Long Island.

## Histoire
Le Parrish Art Museum est fondé en 1897. Il devient un musée d'art majeur avec une collection permanente de plus de 3 000 œuvres d'art du XIXe siècle à nos jours, y compris des œuvres de peintres et sculpteurs contemporains tels que John Chamberlain, Chuck Close, Eric Fischl, April Gornik, Donald Sultan, Elizabeth Peyton, ainsi que par les maîtres Dan Flavin, Roy Lichtenstein, Jackson Pollock, Lee Krasner et Willem de Kooning. Le Parrish abrite parmi les plus importantes collections au monde d'œuvres de l'impressionniste américain William Merritt Chase et du peintre réaliste américain d'après-guerre Fairfield Porter.
Terrie Sultan, qui y organise plus de cinquante expositions et écrit plusieurs publications liées à des artistes de renom, est directrice du Parrish d'avril 2008 à juin 2020. Au cours de son mandat de directrice, elle supervise la campagne de financement de 33 millions de dollars ainsi que la conception et la construction du nouveau bâtiment.